# سیپروفیبرات
سیپروفیبرات (انگلیسی: Ciprofibrate) فیبراتی است که به عنوان یک عامل کاهش دهنده چربی تولید شده است.
این دارو در سال ۱۹۷۲ ثبت اختراع شد و در سال ۱۹۸۵ برای استفاده پزشکی تایید شد.